# Angra do Heroísmo
Angra do Heroísmo este un oraș în Azore, Portugalia.